# Fred Allen (rugbista)
Frederick Richard Allen (Oamaru, 9 de febrero de 1920 – Península de Whangaparaoa, 28 de abril de 2012) fue un militar, empresario, rugbista y entrenador, que se desempeñó como centro. Representó a los All Blacks de 1946 a 1949, fue su capitán y su entrenador de 1966 a 1968.

## Biografía
Se crio en Christchurch donde empezó a jugar rugby para el Linwood club y no asistió a la escuela secundaria. Se alistó al Ejército de Nueva Zelanda.
Durante la Segunda Guerra Mundial sirvió como teniente en los Batallones 27 y 30, luchando en la Guerra del Pacífico e Italia. Durante el conflicto jugó para equipos de servicio y finalizada la guerra integró a los NZEF Kiwis, el segundo equipo del ejército, con los que realizó una gira por el Reino Unido.
Cuándo regresó a Nueva Zelanda se instaló en Auckland y fundó una empresa fabricante de ropa femenina. Vivió allí el resto de su vida.
En 1991 fue nombrado Oficial de la Orden del Imperio Británico por sus servicios al rugby. En 2010 recibió la Orden del Mérito de Nueva Zelanda, por su aporte a la cultura neozelandesa.
Desarrolló leucemia y murió en 2012 a los 92 años de edad, en una residencia de personas mayores. Tras la muerte de Morrie McHugh en 2010, Allen era el All Black vivo de mayor edad.

## Carrera
Empezó a jugar rugby en el club Linwood y luego debutó en la primera de los Canterbury Colts. Fue nombrado capitán en 1938 y su buen nivel le permitió ser seleccionado a Canterbury en 1939.
Tras volver de la guerra en 1946, jugó para Grammar Old Boys y fue convocado a Auckland; allí se retiró en 1949.

### Entrenador
En 1957 se convirtió en entrenador de Auckland y permaneció en el cargo hasta 1963, cuando se retiró. Durante su era el equipo ganó el Escudo Ranfurly en 1959 y lo defendió exitosamente dos veces, volvió a ganarlo en 1960 y esta vez lo defendió 25 veces; hasta que perdieron contra los Wellington Lions en 1963.

## Selección nacional

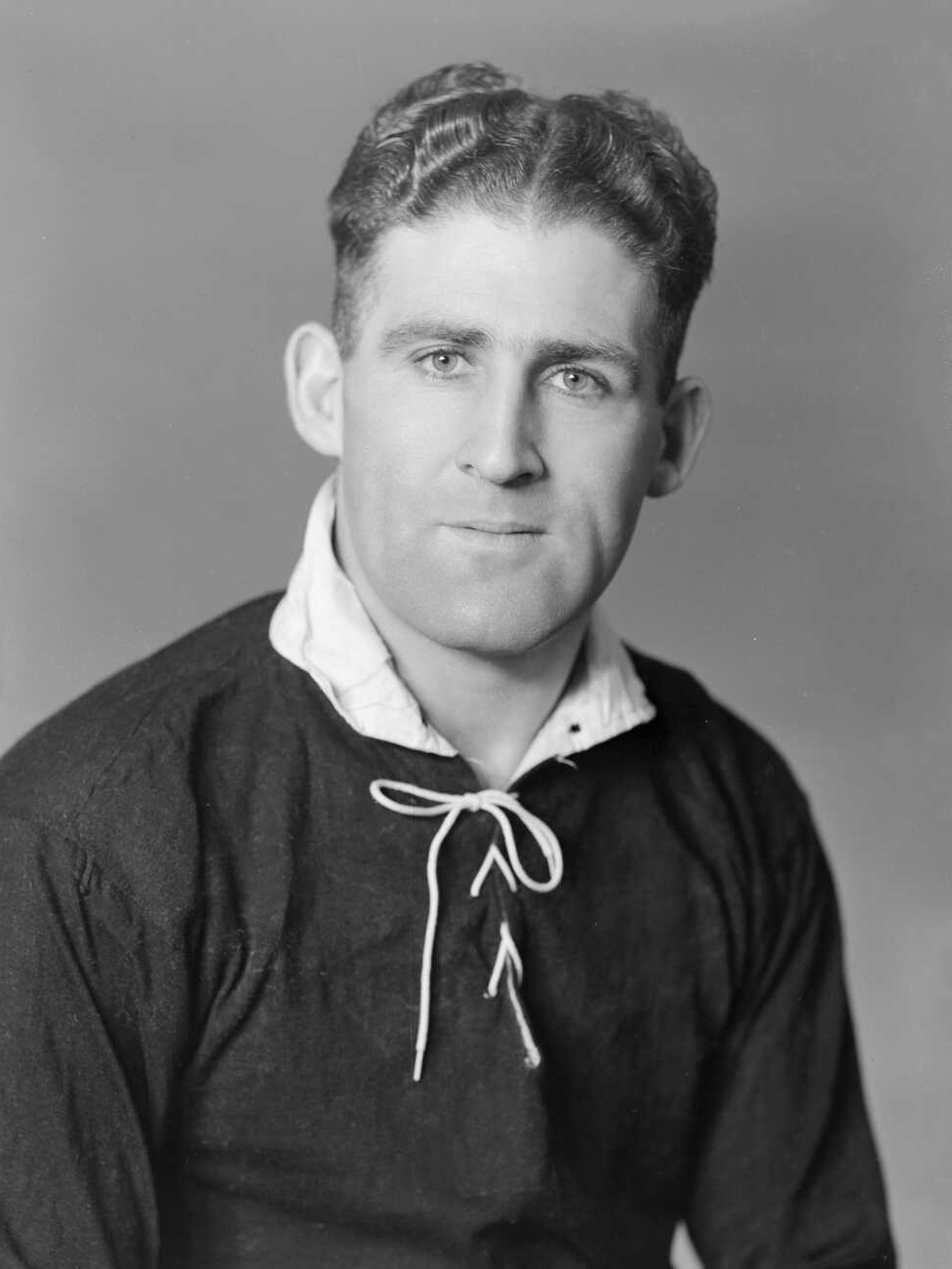
Capitán de los All Blacks, 1946.

Fue convocado a los All Blacks por primera vez para disputar la Copa Bledisloe 1946, impresionó por su comprometido liderazgo y fue nombrado capitán. Debutó contra los Wallabies y Nueva Zelanda retuvo el trofeo.
En 1949 lideró la famosa gira a la Unión Sudafricana, donde se enfrentaron con los Springboks del recién nombrado técnico Danie Craven. Aunque cada partido de prueba estuvo muy igualada, los All Blacks perdieron la serie 4–0 y Allen se retiró luego de tirar sus botines al mar.
En total jugó seis pruebas, todas siendo capitán y no marcó puntos. No enfrentó a más rivales que Australia y Sudáfrica.

### Entrenador
Se convirtió en seleccionador a inicio de los años 1960 y en 1966 fue nombrado técnico. Descrito como un entrenador feroz, Allen recibió el apodo de «La Aguja» y dirigió a:  .
El desempeño de los All Blacks bajo su guía fue el más exitoso y efectivo del equipo; ganaron las 14 pruebas que dirigió. Vencieron a los Leones Británicos e Irlandeses durante la visita de éstos en 1966 y obtuvieron el Grand Slam al vencer a las cuatro naciones en la gira por Europa 1967.

## Palmarés
- Campeón de la Copa Bledisloe de 1946, 1947, 1967 y 1968.
- Campeón del Escudo Ranfurly en 1959 y 1960.

La New Zealand Rugby le otorgó el Steinlager Salver en 2002 y en 2005 patrocinó su investidura al antiguo Salón de la Fama del Rugby.